# 相模大塚站
相模大塚站（日语：／ Sagami-ōtsuka eki */?）是位於日本神奈川縣大和市櫻森，屬於相模鐵道本線的鐵路車站。車站編號是SO15。

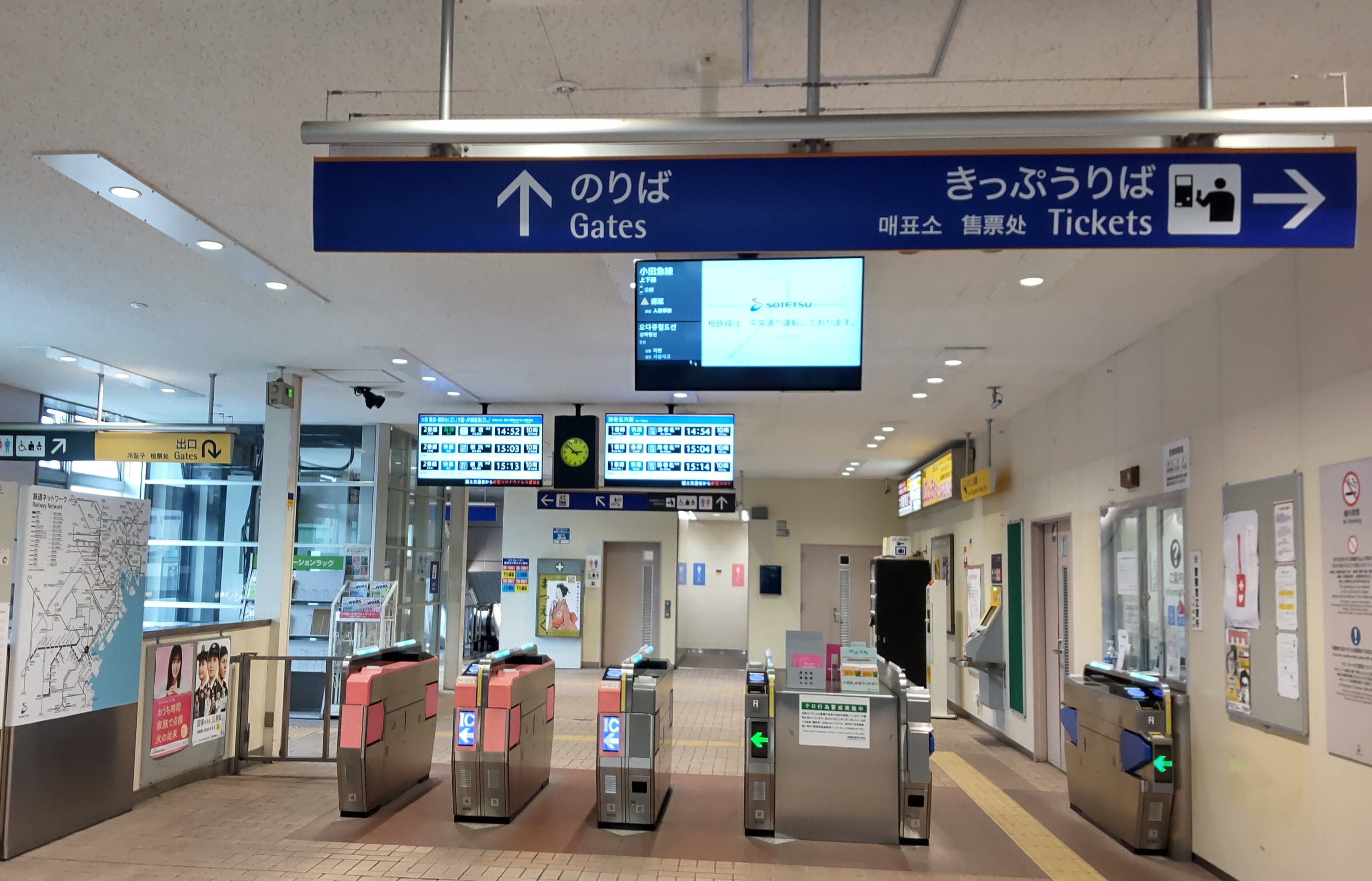
驗票閘口（2021年6月）

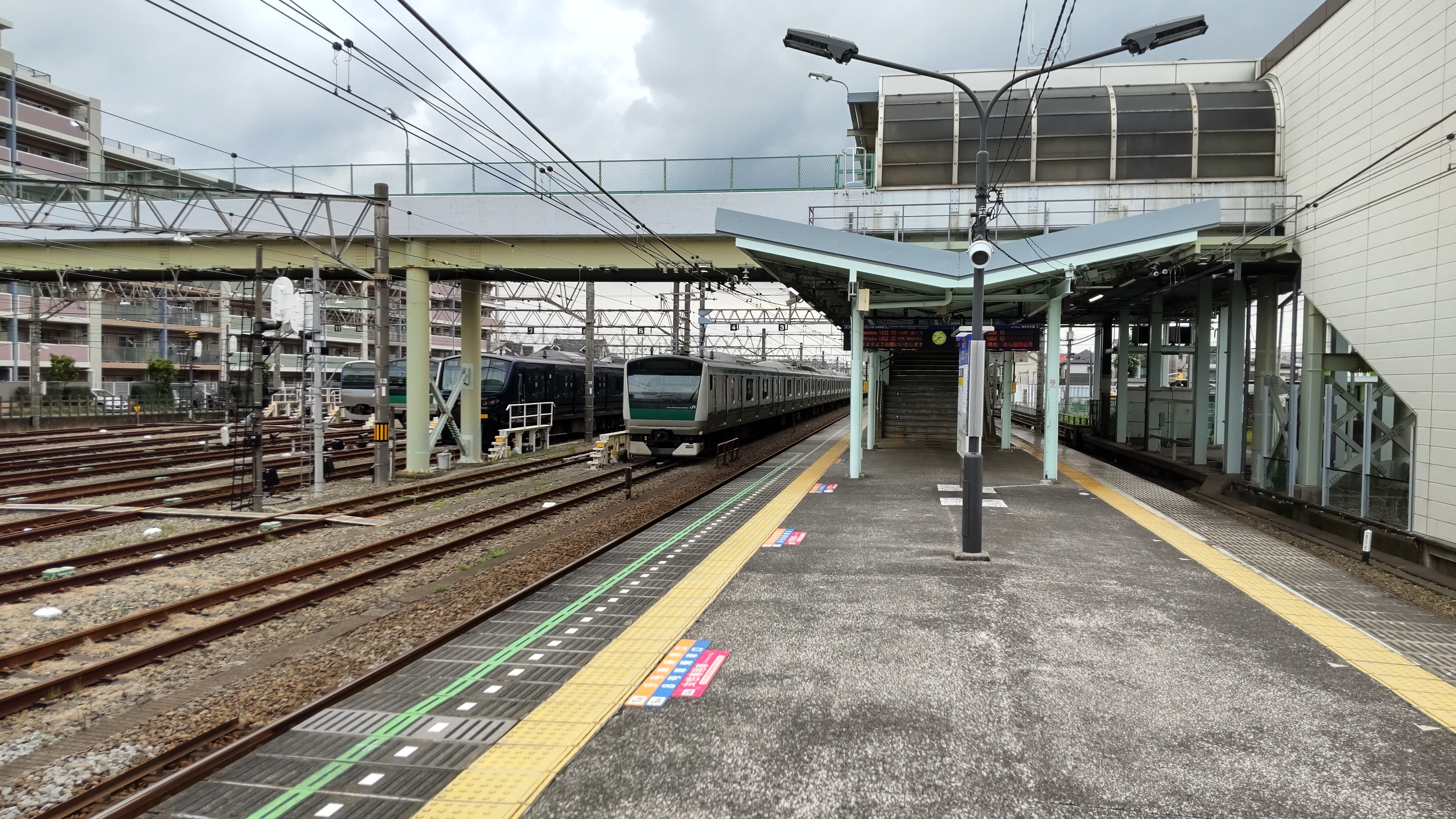
月台（2021年6月）

## 車站結構
本站為擁有島式月台1面2線與跨站式站房的車站。站房北側備有電留線，同時大和側的東名高速公路備有可使用的工程車用的月台。
2008年（平成20年）春頃，月台與閘內的車站大廳以升降機和扶手電梯聯絡，而閘外的大廳與站前廣場則設置升降機聯絡，同時也更新了標示系統。本站於2012年加設候車室。

### 月台配置
| 月台 | 路線 | 方向 | 目的地                         |
| ---- | ---- | ---- | ------------------------------ |
| 1    | 本線 | 下行 | 海老名方向                     |
| 2    | 本線 | 上行 | 大和、二俁川、橫濱、新橫濱方向 |

## 使用情況
- 相模鐵道 - 2016年度1日平均上下車人次為13,500人[利用客数 1]。
相模鐵道全部25個車站當中排行第22位。

近年1日平均上下、上車人次推移如下表。
| 年度               | 1日平均 上下車人次 | 1日平均 上車人次 | 來源                |
| ------------------ | ------------------ | ---------------- | ------------------- |
| 1995年（平成07年） |                    | 7,367            | [ 神奈川県統計 1 ]  |
| 1998年（平成10年） |                    | 7,208            | [ 神奈川県統計 2 ]  |
| 1999年（平成11年） | 13,661             | 6,633            | [ 神奈川県統計 3 ]  |
| 2000年（平成12年） |                    | 6,346            | [ 神奈川県統計 3 ]  |
| 2001年（平成13年） |                    | 6,377            | [ 神奈川県統計 4 ]  |
| 2002年（平成14年） |                    | 6,351            | [ 神奈川県統計 5 ]  |
| 2003年（平成15年） | 13,010             | 6,361            | [ 神奈川県統計 6 ]  |
| 2004年（平成16年） | 13,376             | 6,576            | [ 神奈川県統計 7 ]  |
| 2005年（平成17年） | 13,685             | 6,793            | [ 神奈川県統計 8 ]  |
| 2006年（平成18年） | 13,736             | 6,844            | [ 神奈川県統計 9 ]  |
| 2007年（平成19年） | 13,998             | 6,990            | [ 神奈川県統計 10 ] |
| 2008年（平成20年） | 14,093             | 7,053            | [ 神奈川県統計 11 ] |
| 2009年（平成21年） | 13,371             | 6,698            | [ 神奈川県統計 12 ] |
| 2010年（平成22年） | 13,028             | 6,528            | [ 神奈川県統計 13 ] |
| 2011年（平成23年） | 13,183             | 6,623            | [ 神奈川県統計 14 ] |
| 2012年（平成24年） | 13,466             | 6,759            | [ 神奈川県統計 15 ] |
| 2013年（平成25年） | 13,655             | 6,855            | [ 神奈川県統計 16 ] |
| 2014年（平成26年） | 13,345             | 6,713            | [ 神奈川県統計 17 ] |
| 2015年（平成27年） | 13,441             | 6,752            | [ 神奈川県統計 18 ] |
| 2016年（平成28年） | 13,500             |                  |                     |

## 站名由來
站名來自開業時所在地附近的「相模大塚古墳」。

## 相鄰車站
相模鐵道
 本線
■特急
通過
■急行、■快速、■各停（下行終點為海老名各停、上行的急行為二俁川各停、快速至鶴峰為止各停）
大和（SO14）－相模大塚（SO15）－相模野（SO16）

## 外部連結
- 相模大塚 - 相模鐵道